# Santa Coloma de Gramanet
Santa Coloma de Gramanet (oficialmente en catalán: Santa Coloma de Gramenet, [ˈsantə kuˈɫomə ðə ɣɾəməˈnɛt]), llamada Gramanet del Besós desde 1937 hasta el final de la guerra civil española, es una ciudad y municipio español de la provincia de Barcelona, en Cataluña. Pertenece a la comarca del Barcelonés. Santa Coloma de Gramenet es la séptima ciudad más poblada de la provincia de Barcelona, la novena de Cataluña y la quincuagésima quinta de España.

## Geografía
Santa Coloma de Gramanet se encuentra situada al este del río Besós, entre la Serralada de Marina y el plano de Badalona.

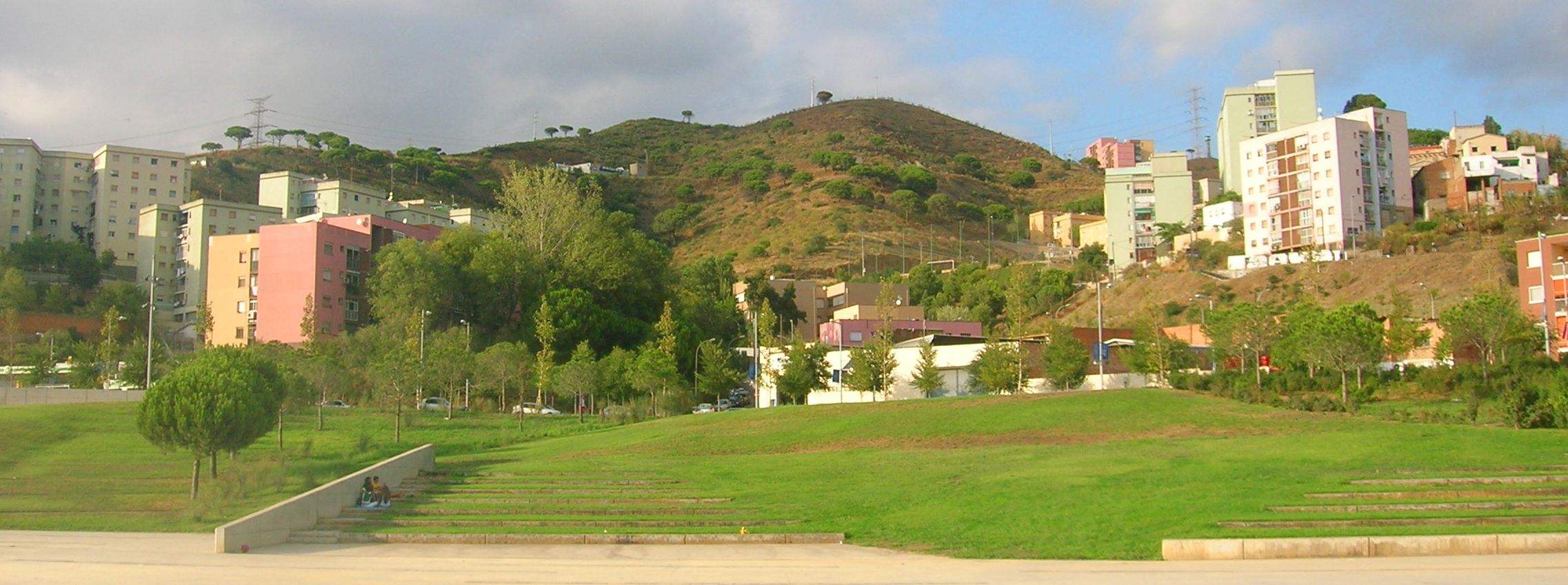
Oeste de Santa Coloma

Limita al norte con el municipio de Moncada y Reixach, al sur con el de San Adrián de Besós, al este con el de Badalona y al oeste con el de Barcelona. Desde la plaza de la Vila de Santa Coloma hasta la plaza de Cataluña de Barcelona solo hay 9 km.
La topografía del municipio es bastante accidentada. Perpendicularmente al río Besós hay tres sierras urbanizadas total o parcialmente de norte a sur: la Sierra de San Mateo (que forma parte de la Sierra de Marina), la Sierra de les Mosques d'Ase (también llamada Montserrat dels Pobres), y la Sierra d'en Mena. Estas tres sierras forman entre ellas dos valles (donde discurrían antiguamente sus rieras): el valle de Carcereña (o valle Pallaresa) y el valle de Sistrells. 
El punto más alto del municipio es el antiguo poblado íbero Puig Castellar, con 303 m.

### Comunicaciones

#### Metro
El 22 de diciembre de 1983 llegó el Metro de Barcelona con la apertura de la estación de Santa Coloma de la línea 1.
En 1992, con la realización de los Juegos Olímpicos de Barcelona entró en servicio la prolongación entre la Estación de Santa Coloma y la Estación de Fondo de la línea 1.
El 13 de diciembre de 2009, entró en servicio el ramal colomense de la línea 9 del metro, con lo que la ciudad tiene seis nuevas estaciones: Can Zam, Singuerlín, Església Major, Fondo —con trasbordo a la línea 1—, Santa Rosa (inaugurada el 19 de septiembre de 2011) y Can Peixauet. El final lo tiene en La Sagrera.
Esta apertura significó la llegada de forma más rápida a algunas zonas de Barcelona, y acercándose a Badalona gracias a que la L9 y la L10 comparten ramal. Además esta línea facilitará en el futuro el acceso al aeropuerto de Barcelona y al tren de alta velocidad que circula por la línea de alta velocidad Madrid-Zaragoza-Barcelona-Frontera francesa.

#### Autobuses
TUSGSAL y TMB ofrecen distintos autobuses que unen Santa Coloma de Gramanet con Badalona, San Adrián de Besós, Barcelona y Moncada y Reixach. También existen conexiones con autobuses de la empresa Sagalés a otras zonas de la provincia.
| Servicio diurno Tusgsal  | Servicio diurno Tusgsal                                                        |
| ------------------------ | ------------------------------------------------------------------------------ |
| B1                       | Santa Coloma (Metro Fondo) - Badalona (Metro Pep Ventura)                      |
| B2                       | Badalona (Canyadó) - Santa Coloma (Hospital Espíritu Santo)                    |
| B14                      | Santa Coloma (Can Franquesa) - San Adrián de Besós (estación Cercanías - TRAM) |
| B15                      | Santa Coloma (Oliveres) - Badalona (C.C. Montigalá)                            |
| B17                      | Santa Coloma (Rambla San Sebastián) - Badalona (Francesc Layret)               |
| B18                      | Santa Coloma (P. de la Vila) - Moncada y Reixach (Pl. Lluís Companys)          |
| B19                      | Barcelona (Hosp. Valle de Hebrón) - Santa Coloma - Badalona (Hosp. Can Ruti)   |
| B20                      | Barcelona (Ronda de San Pedro) - Santa Coloma (Oliveras)                       |
| B23                      | Santa Coloma (Av. Italia, Metro Fondo) - Barcelona (Bon Pastor)                |
| B24                      | Badalona (Hosp. Can Ruti) - Santa Coloma - Barcelona (Ronda de San Pedro)      |
| B27                      | Badalona (Hosp. Can Ruti) - Santa Coloma (Oliveras)                            |
| B30                      | Santa Coloma (Av. Ramón Berenguer IV) - Tiana (La Virreina)                    |
| B80                      | Santa Coloma (Can Franquesa) - Badalona - Santa Coloma (Santa Eulalia)         |
| B81                      | Santa Coloma (La Bastida) - Santa Coloma (Hospital Espíritu Santo)             |
| B83                      | Santa Coloma (Metro Fondo) - Santa Coloma (Av. Ramón Berenguer IV)             |
| B84                      | Santa Coloma (Santa Rosa) - Santa Coloma (Cementerio)                          |
| Servicio nocturno NitBus |                                                                                |
| N6                       | Roquetas - Pl. Cataluña - Santa Coloma (Oliveras)                              |
| N8                       | Sarriá - Pl. Cataluña - Santa Coloma (Can Franquesa)                           |
| N9                       | Pl. Portal de la Paz - Pl. Cataluña - Santa Coloma - Tiana                     |
| Servicio diurno TMB      |                                                                                |
| V33                      | Barcelona (Besós Mar) - Santa Coloma (Calle Banus)                             |

#### Tranvías
Está aprobada por la ATM la extensión del Trambesós desde la estación Encants de San Adrián básicamente de forma paralela al río Besós excepto por los enlaces al Metro, subiendo por el parque Europa hasta Torribera

#### Red viaria
Santa Coloma de Gramanet está comunicada con Barcelona por cuatro puentes sobre el río Besós: 
- El puente de Santa Coloma es el más antiguo y conecta el Ps. Llorenç Serra con el Ps. de Santa Coloma, en Barcelona
- El puente del Molinet comunica la ciudad de Barcelona a través de la calle Santander y Badalona, Santa Coloma y San Adrián de Besós.
- El puente de Can Zam, une la B-20 (Ronda de Dalt) y el Nudo de la Trinidad.
- El puente de Can Peixauet o del Potosí, que enlaza la calle Potosí con la salida 30 (Santa Coloma|Bon pastor) de la B-10 (Ronda litoral).

Además transcurre por la ciudad la autovía B-20 (soterrada a su paso) que va del Nus de la trinitat hacia Montigalà, Montgat y la autopista C32 hacia la comarca de El Maresme (Mataró), con dos salidas en la ciudad.
También transcurre por la ciudad la carretera local BV-5001 popularmente llamada la «Carretera de la Roca», va desde San Adrián de Besós hacia la comarca del Vallés Oriental (Granollers).

### Urbanismo
En los últimos años, Santa Coloma de Gramanet ha cambiado significativamente, al apostar por la integración de nuevos edificios públicos y privados diseñados por arquitectos de prestigio. El estudio de arquitectura barcelonés Alonso & Balaguer Arquitectos Asociados, que colabora con Richard Rogers en el futuro centro comercial Arenas Plaza, es autor del centro deportivo municipal Duet Sports que destaca por su grafismo y colorido, un bloque de viviendas de protección oficial y del proyecto de viviendas para los afectados de una explosión de gas en el barrio del Fondo. Recientemente se han inaugurado los nuevos juzgados diseñados por el estudio BitSCP (Joan Tarrús y Jordi Bosch), visibles desde el nudo de la Trinidad, además de un complejo de viviendas, hotel y centro comercial de la mano los arquitectos catalanes Robert y Esteve Terradas (Cosmocaixa), y el portugués Eduardo Souto de Moura, autor de Estadio Municipal de Braga, obra que le mereció un FAD de arquitectura. El estudio Pich-Aguilera está detrás de un multiequipamiento que agrupa el renovado mercado, una biblioteca y la primera guardería del barrio del Fondo de la ciudad colomense. Y, finalmente, Patxi Mangado (arquitecto navarro que está trabajando en el Palacio de Congresos de Palma de Mallorca) será autor también de varias edificaciones de viviendas de protección oficial.
Con todo esto se actualiza notablemente la proyección urbanística de la ciudad, porque se pone a la altura de otras muchas ciudades, con rascacielos y otros equipamientos modernizados.
Se está estudiando la instalación del trolebús biarticulado modelo Neoplan N6321 Electroliner para enlazar Santa Coloma de Gramanet con San Martín de Provensals.

## Historia
Diversos hallazgos arqueológicos de la época neolítica y eneolítica, descubiertos dentro del término de Santa Coloma de Gramanet, ponen de manifiesto la presencia de agrupamientos humanos al menos desde el año 3500 a. C. Parece que entre los siglos X y VI a. C. llegaron a la zona diversas migraciones del norte que confluyeron poco tiempo más tarde en el asentamiento de la tribu ibérica de los layetanos, establecida en el siglo VI o V a. C. en el poblado del Puig Castellar, en el extremo norte del actual municipio. Ocupaban toda la franja costera desde Sitges hasta Blanes, y su cultura sobrevivió hasta que el fuerte impacto de la conquista romana (siglo III a. C.) supuso el inicio de su progresiva extinción. El poblado del Puig Castellar fue abandonado probablemente a principios del siglo II a. C.
Apenas hay datos de la población en época romana y visigótica. Parece que había varias villas dispersas en el valle, cerca del Besós, muy influidas por las ciudades vecinas: Baetulo (Badalona), activa hasta el siglo II d. C., y Barcino (Barcelona).
Después del relativo abandono que supuso la invasión sarracena, a partir del siglo IX se inició la repoblación del sector. Los nuevos pobladores, venidos del norte, debían conocer la tradición del martirio de Santa Coloma (Santa Columba de Sens, sacrificada por los romanos en la Galia en el año 274, cuando solamente tenía diecisiete años) y es probable que le dedicasen una iglesia prerrománica que fue destruida por Almanzor en 985. En el mismo lugar se edificó un templo románico, documentado desde 1019, que subsistió como parroquial durante más de siete siglos. Alrededor de esta iglesia comenzó a formarse el primer núcleo urbano, que coexistía con algunas antiguas masías. Esta hipótesis sobre el origen del topónimo Coloma, defendida por el historiador local Joan Vilaseca Segalés, contrasta con la sostenida por otras fuentes según las cuales «Coloma» sería el resultado de la evolución de la palabra latina columbarium, nombre que los romanos daban al lugar donde se colocaban las urnas con los restos incinerados de los cadáveres. La sistemática cristianización de nombres paganos ejercida por el poder de la Iglesia católica aportó el calificativo de Santa, tan común, por otra parte en otros topónimos.
En 1966 se vio sorprendido por el encarcelamiento sin fianza del que había sido su alcalde del 2 de octubre de 1959 a 11 de junio de 1965, Víctor Jove Minguillón, acusado de cohecho por cobrar sobornos por la concesión de licencias.
En 2013 se unió a la Red de Municipios por la Tercera República, convirtiéndose en el ayuntamiento más poblado de la misma hasta la incorporación de Parla en 2016. También durante este año se hizo un hallazgo de aguas termales subterráneas en el barrio del Fondo.

## Monumentos y lugares de interés

### El Ayuntamiento y la plaza de la Villa

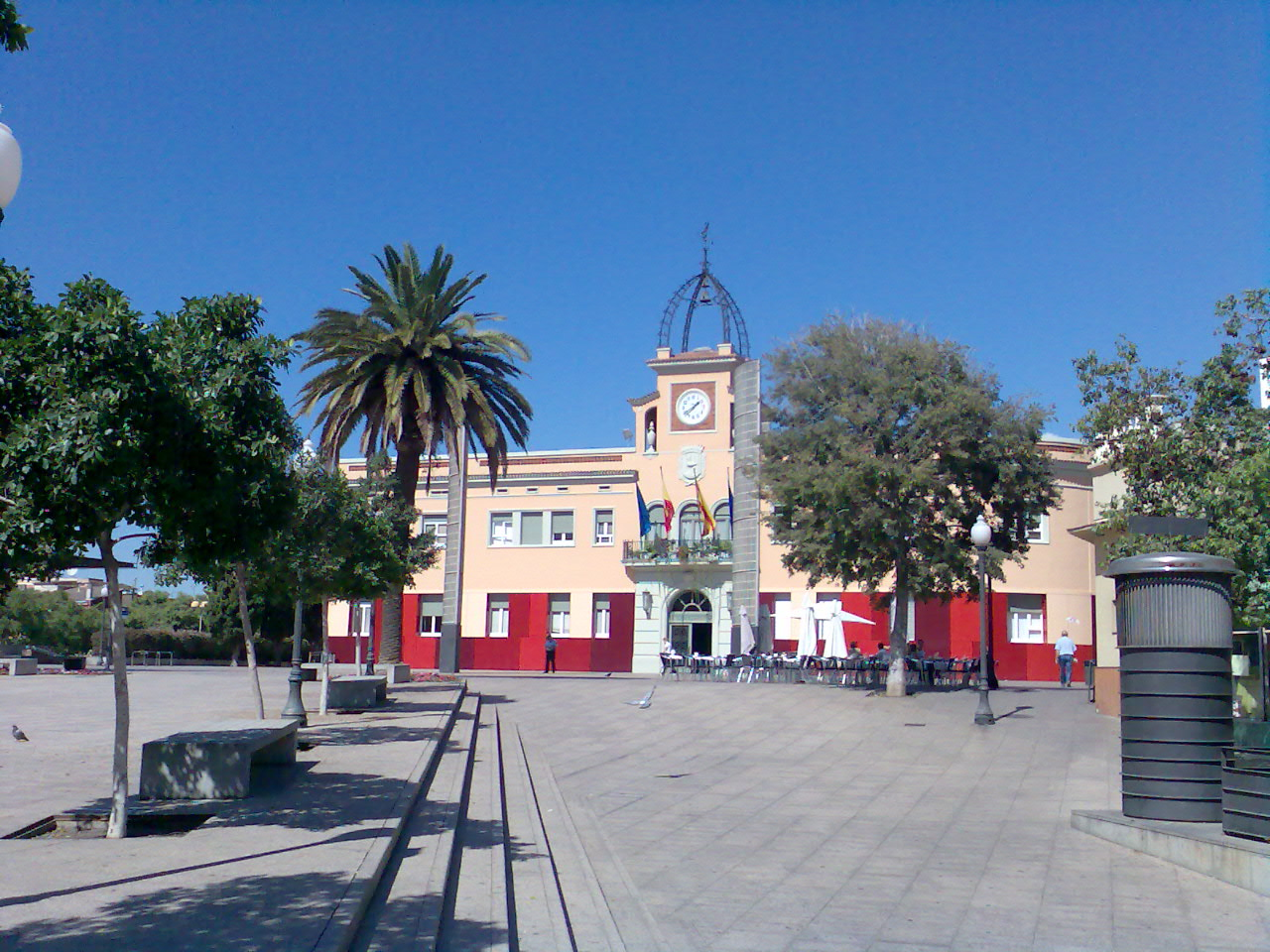
Plaza de la Villa y el ayuntamiento

La plaza de la Villa, con su correspondiente urbanización, surge a finales del siglo XIX en los terrenos de la desaparecida masía de Can Pascali.
El primer núcleo de edificios, conocido como Casa de la Villa o Ayuntamiento Nuevo, data del año 1886 y constaba de las dependencias del gobierno municipal, junto con el juzgado-prisión y una escuela.

### Iglesia mayor de Santa Coloma
Este templo dedicado a Santa Coloma (mártir), fue construido entre el 26 de mayo de 1912 cuando se puso la primera piedra y el 5 de septiembre de 1915 cuando se inauguró. Es uno de los últimos edificios de estilo neogótico que se construyeron en Cataluña entre las últimas del siglo XIX hasta los inicios del siglo XX. Una nueva interpretación del gótico medieval hecha embargo con una buena dosis de libertad.

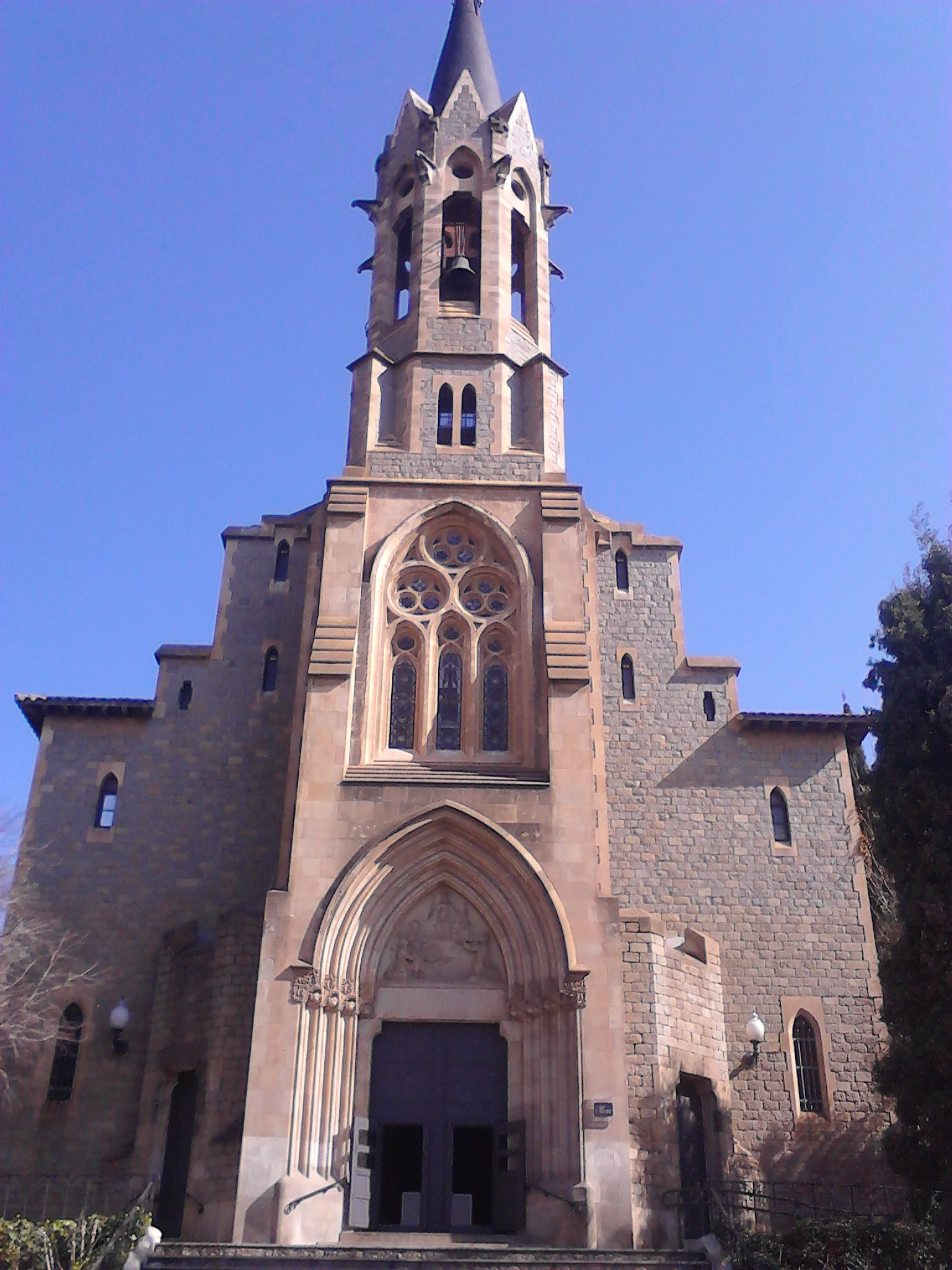
Iglesia mayor, dedicada a Santa Coloma, mártir del

En la fachada exterior se contempla un ventanal ojival en lugar del típico rosetón con una vidriera que representa la Virgen de Montserrat. La torre-campanario de planta octogonal que se alzan medio es rematada por un pináculo cónico de baldosa negra que tiene reminiscencias de la Europa del Norte. Encontramos, a la vez, algunos detalles del Modernismo catalán de la época como la ornamentación que rodea la parte superior del campanario a base de unas almenas puntiagudas y unas cruces griegas. Una característica notable de todo el conjunto exterior es suverticalidad que le da un aire trascendente.
El interior luce un artesonado que recuerda el techo de la capilla de Santa Ágata de Barcelona. Es un escalonamiento de vigas de madera que forma casillas rectangulares. No falta tampoco la huella del movimiento modernista, reflejado en la combinación de piedra artificial y el ladrillo-visto y en la ornamentación que llevan los dos capiteles - uno inferior y otro superior - que apoyan a cada columna.
Arquitectos y construcción
El templo fue proyectado y sus obras, en parte, dirigidas por Francesc d'Assís Berenguer i Mestres, íntimo colaborador del genial Gaudí con quien trabajó durante veinte y siete años. Como Berenguer no tenía el título de arquitecto, el proyecto fue firmado por Miquel Pascual i Tintorer. Parece que este asumió la dirección de las obras cuando en Berenguer moría repentinamente en 1914, a los cuarenta y siete años. La construcción se sufragó con un legado de Mn. Jaume Gordi que era hijo del pueblo y que había muerto unos años antes.
Un retablo que había en el Altar Mayor fue destruido los primeros días de la guerra civil de 1936-1939. Después de haber probado varias soluciones para vestir la desnudez que había dejado la ausencia de este retablo, se construyó la mampara de cerámica que hoy se contempla, obra de Ricardo Altés. Se estrenó en 1990 con motivo del 75 aniversario de la inauguración del templo.
Las vidrieras

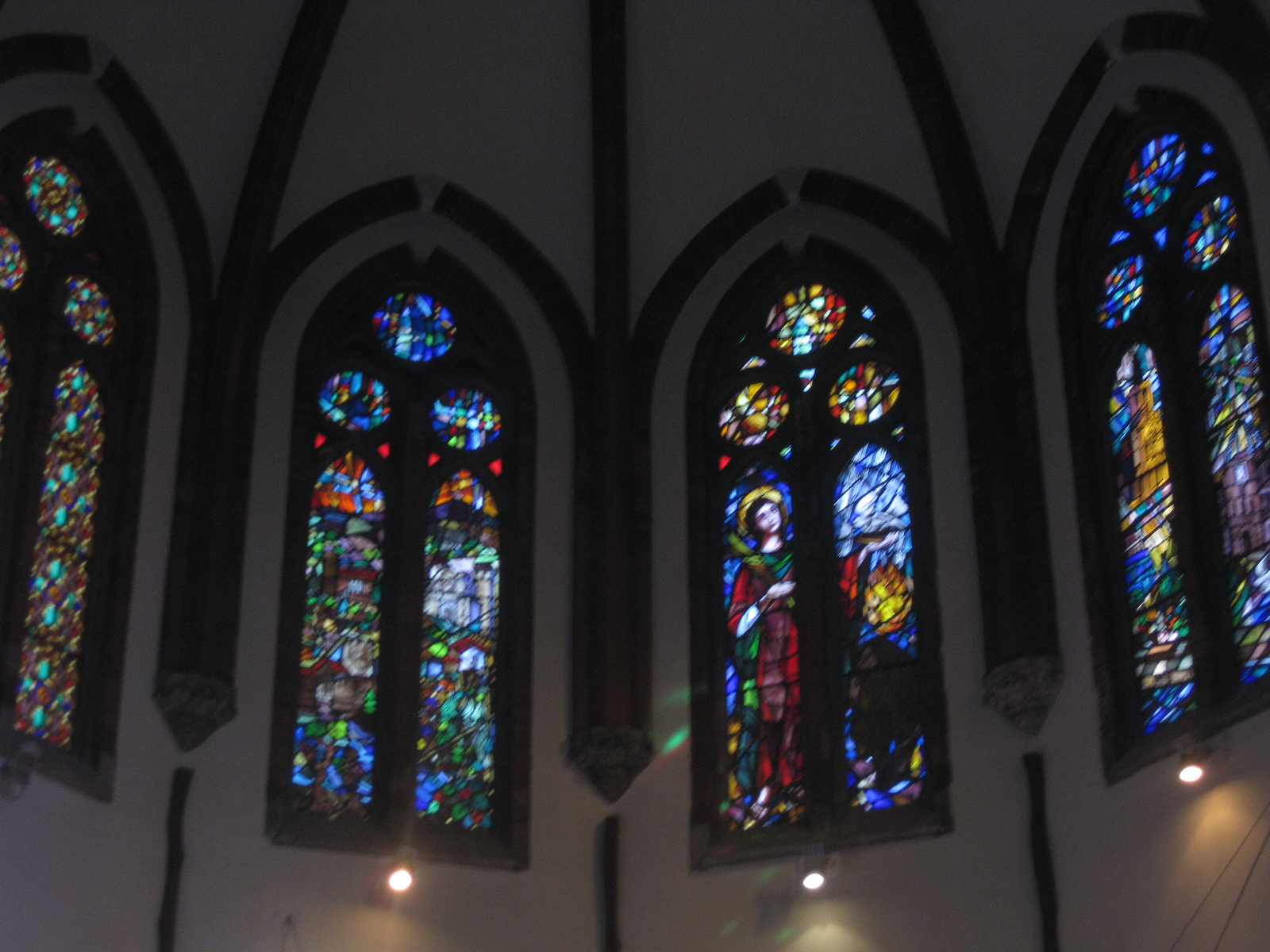
Vidrieras de la iglesia mayor

Los ventanales de la parte superior del ábside han sido provistos con siete vidrieras. Hay que observar los tres que en el centro, hechos por el dibujante Pere Cánovas y el vidriero Francisco Queixalós que ofrecen una rica diversidad de colores.
El del medio representa Santa Colona (Patrona) con sus distintivos legendarios (la osa, el fuego y la lluvia, la paloma y la Biblia).
El de la izquierda reproduce los signos históricos del pueblo colomense durante su largo período rural (la torre Pallaresa, la torre Balldovina, el pico Castellar, «la iglesia vieja» y los productos agrícolas más típicos de los que vivía el campesinado local)
El de la derecha plasma los dos edificios más emblemáticos de la ciudad actual (el ayuntamiento y la iglesia de Santa Coloma).
Además, el color azul que decora la parte inferior de las dos vidrieras - lo rural y lo urbano - evoca el río Besós presente en todas las épocas.

### Imagen de la patrona de la ciudad, Santa Coloma Mártir
A la derecha del altar mayor se encuentra la imagen de la patrona de la ciudad, Santa Coloma Mártir, original del siglo XV. Su cara quedó dañada por un fuego durante julio de 1936 provocado por el bando republicano y, posteriormente, fue reconstruida con una fisonomía un poco diferente a la que tenía previamente.

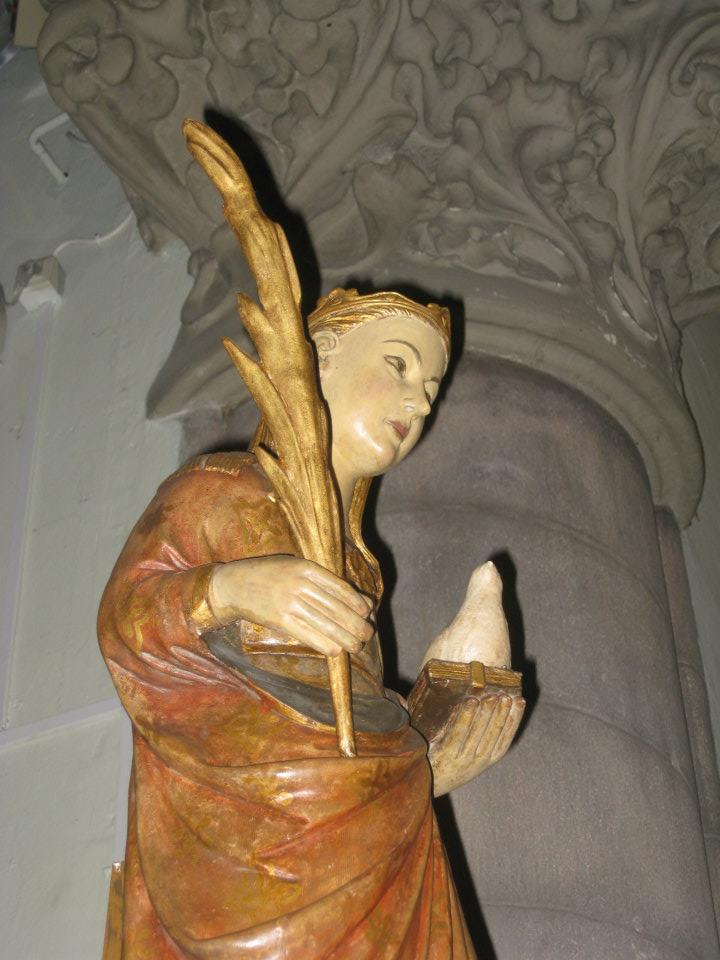
Santa Coloma Mártir, patrona de la ciudad

### La rectoría

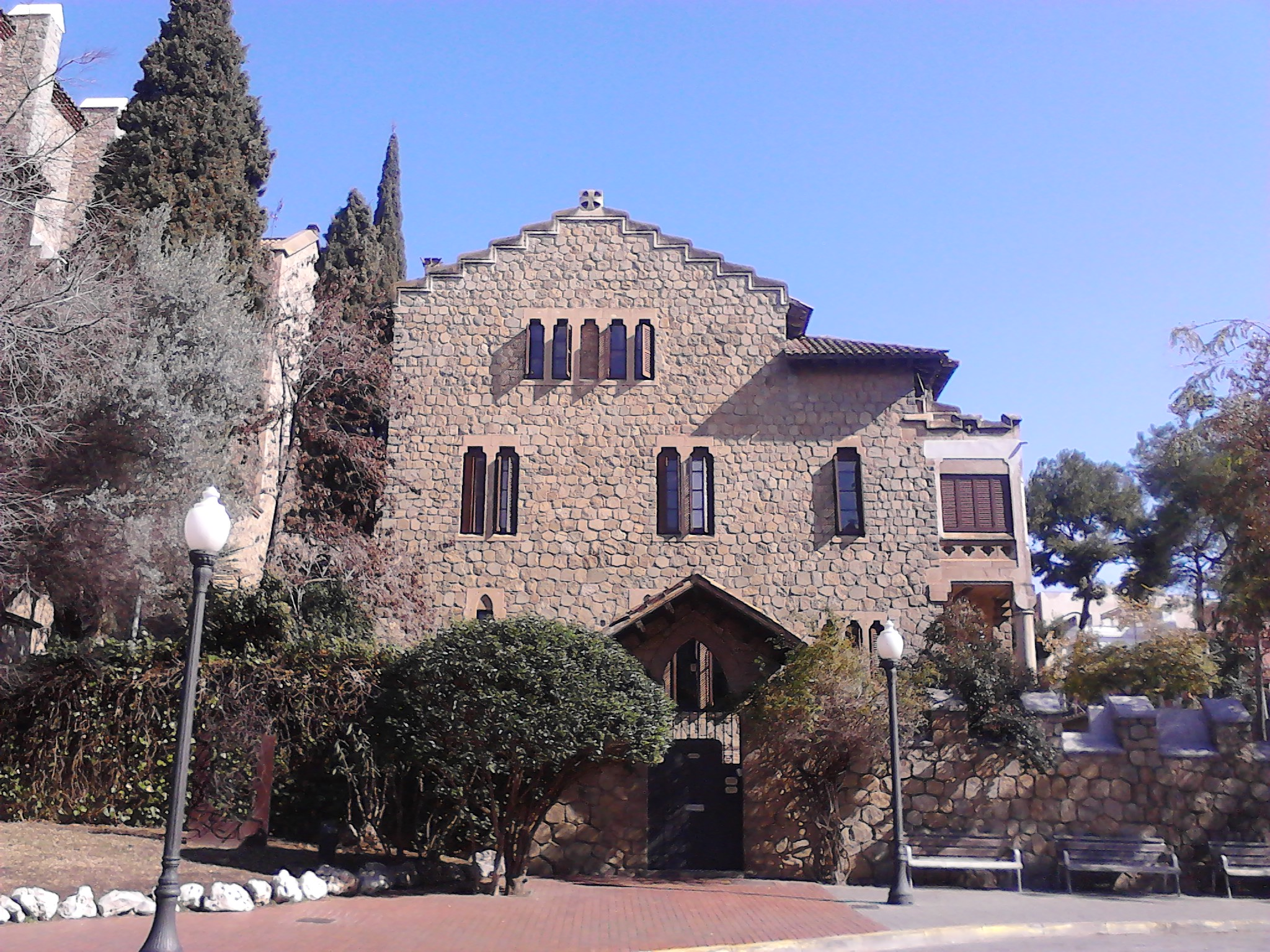
Edificio de la rectoría, contigua a la iglesia mayor de la población

Junto al templo está la rectoría, de un goticismo muy austero, casi arqueologista, ataviada por un juego de ventanas aspillerada y, al mismo tiempo, por una cierta asimetría que le dan, dentro de su severidad, un ligero aire de estilo modernista.

### Parroquia San José Oriol
La actual iglesia de San José Oriol ocupa el mismo emplazamiento de la primitiva iglesia románica del XI, sustituida en 1761 por un nuevo templo barroco, que fue destruido en 1936. Del edificio actual, el elemento más remarcable es el presbiterio, decorado por el artista Grau Garriga, y que está presidido por un impactante tapiz de algodón en forma de cordero Esquix, que simboliza Jesucristo.

### El poblado ibérico del Puig Castellar
El poblado ibérico se ubica en la cima del Puig Castellar, de 303 m de altitud. Se trata de los restos de una aldea de una tribu laietana, fundada en el siglo IV a. C. y que perduró hasta los siglos III a. C. o II a. C., justamente con la llegada de los romanos en las tierras.
El poblado era de tamaño medio, dedicado básicamente a la agricultura y la ganadería, aunque vestigios encontrados confirman actividad comercial con civilizaciones extranjeras como la griega o la cartaginesa. La estructura del poblado es elíptica, con tres calles longitudinales y una superficie de unos 4000 m², lo que se estimaba unos treinta edificios y una población de unos 200 habitantes. Por su defensa y seguridad, el poblado estaba rodeado con una muralla.
El poblado fue descubierto en 1902 por Ferran de Sagarra, que realizó las primeras excavaciones y hallazgos, cedidas al Instituto de Estudios Catalanes. Los trabajos fueron continuados por Serra-Ràfols y posteriormente por el centro excursionista Puig Castellar. Actualmente la mayoría de los objetos descubiertos se encuentran en el Museo Torre Balldovina.
Para recuperar el patrimonio histórico, desde 2007 se celebra la Fiesta Íbera en la ciudad. Entre las actividades, destacan las representaciones de la vida cotidiana de los íberos.

### La Torre Pallaresa

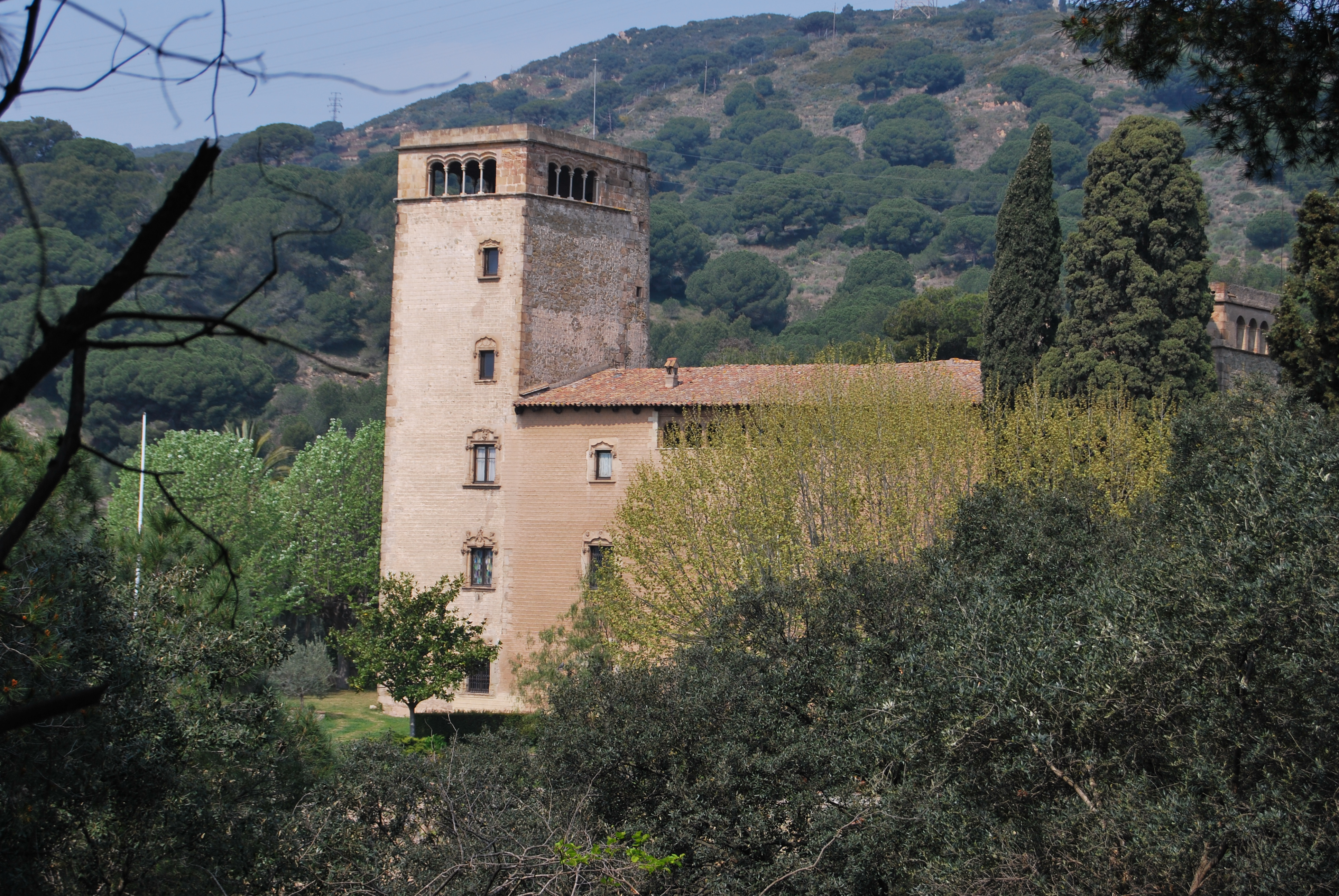
Torre Pallaresa, masía fortificada del en la sierra de Marina

La Torre Pallaresa es uno de los edificios más representativos de la arquitectura catalana del siglo XVI, declarada monumento histórico-artístico de interés nacional en 1931. Se encuentra situada a las afueras de la ciudad, en pleno valle Carcereny.
Los historiadores datan sus orígenes alrededor de la Alta Edad Media. Posteriormente, a finales del siglo XIV, pasó de la familia Carcereny a manos de Jaume Pallarès (de donde le viene el nombre). Sin embargo, en 1520 la viuda de Pallarès vendió a los Cardona. Estos últimos transformaron el viejo casal dándole la apariencia actual.
La estructura del edificio es de una planta gótica con una galería de solana encima y dos torres laterales de altura desigual coronadas también con una galería. La decoración del edificio mezcla elementos góticos con renacentistas (bustos, medallones, motivos florales, etc), donde destaca la portada principal y el patio interior.

### Can Roig i Torres

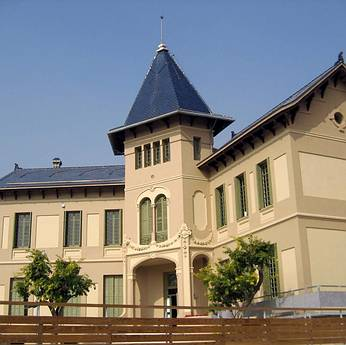
Conservatorio Can Roig y Torres

Situada en el casco antiguo, es considerado el edificio más emblemático de todas las construcciones colomenses de principios de siglo. Fue construida entre 1910 y 1913 por iniciativa de Rafael Roig y Torres y ganó el premio del ayuntamiento y de la Diputación de Barcelona. La estructura de la casa es en forma de V y el centro se levanta una torre central más alta coronada con un pináculo. El edificio mezcla elementos modernistas y novecentistas.
Durante años ha tenido diversos usos: hospital durante la guerra civil española, sede de la Falange, escuela y, una vez adquirida por el consistorio, sede de la escuela municipal de música. En 2007 se inauguró en el subsuelo del edificio el nuevo auditorio de la ciudad.

### Can Mariner

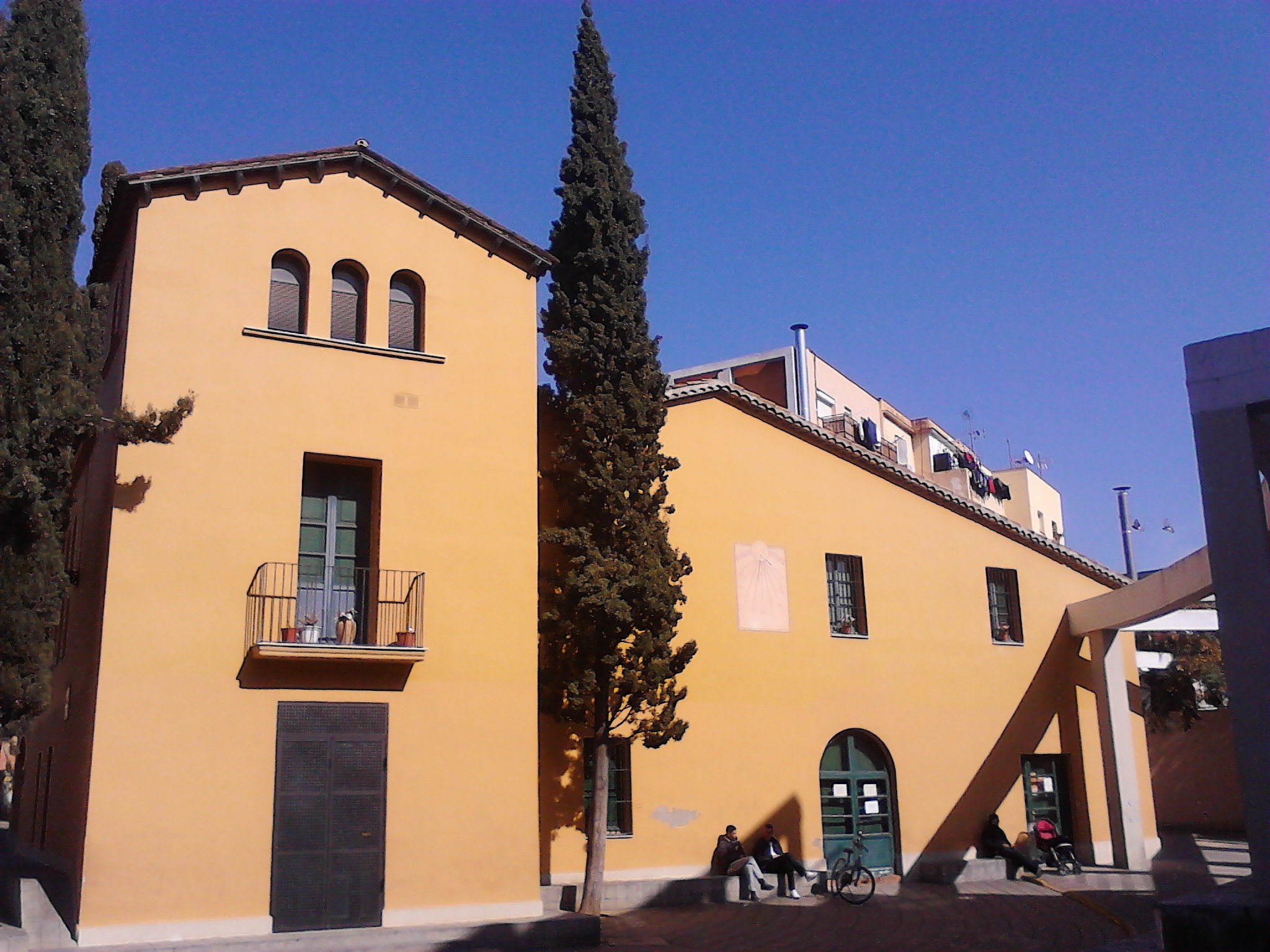
Masía de Can Mariner

Can Mariner es una masía campesina del siglo XVIII con añadidos posteriores. Su nombre proviene de su propietario del siglo XIX, Francisco Salvatella, llamado «el Marinero».
Está formada por un cuerpo central de planta baja y primer piso y una torre de tres pisos, con ventanas distribuidas de forma asimétrica.

### Mas Fonollar
Esta masía fue construida antes del siglo XIV y era el centro de una heredad agrícola. Su nombre proviene de sus amos del siglo XIX, el Funullà o Fonollar. El edificio es la típica masía catalana de planta baja y piso superior con tejado de doble vertiente.
La masía fue reformada en 1982 y transformada en un centro de recursos para jóvenes. En 2005 sufrió un incendio, con lo que fue cerrada y vuelta a reformar un año más tarde.

### Can Sisteré
Casal edificado en el siglo XIX como residencia de veraneo siguiendo la tipología de torre residencial aislada y rodeada de un jardín. En la actualidad es un centro cultural.

### Recinto Torribera
El conjunto está situado en los terrenos de la masía de Torribera, situada en el valle Carcereny. En 1916, la Diputación de Barcelona adquirió estos terrenos para construir un centro de salud mental, aún vigente. Están ingresadas 2000 personas aproximadamente.
El proyecto fue llevado a cabo por los arquitectos Josep Maria Pericas y Rafael Masó de acuerdo con los valores novecentistas. Está formado por cinco pabellones aislados, la portería y la casa del director. El conjunto está ideado como una ciudad jardín estructurado en función de la topografía del terreno. Posteriormente se han añadido otros pabellones de estilo completamente diferentes. Además, hoy en día también es un campus universitario con sede de la Universidad de Barcelona, de la Universidad Autónoma de Barcelona y de la UNED

#### Iglesia de Torribera

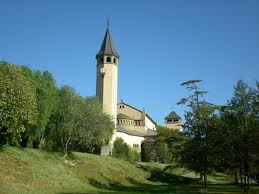
Iglesia de Torribera con su pináculo

Es una capilla neorrománica, con un campanario poligonal coronado por un airoso pináculo.

### La Torre Balldovina
Fue construida entre los siglos X y XI con la finalidad de vigilancia y protección del territorio. Aparece documentada en el año 1020 como Turris Baldoví. Entre los siglos XIII y XIV perdió el carácter militar y se añaden nuevas dependencias de carácter residencial y agrícola. No obstante la gran transformación del edificio se llevó a cabo en el siglo XVIII a manos de la familia Segarra. Se convirtió residencia noble de planta baja y dos pisos, con un ala perpendicular de estilo modernista añadida entre 1914 y 1918.
Con los primeros hallazgos de cerámica ibérica localizados en las laderas del Puig Castellar en 1902, se inicia la historia del actual Museo. En 1986, el ayuntamiento destina la Torre Balldovina como sede del museo municipal dedicado a custodiar y divulgar el patrimonio cultural y natural de la ciudad.

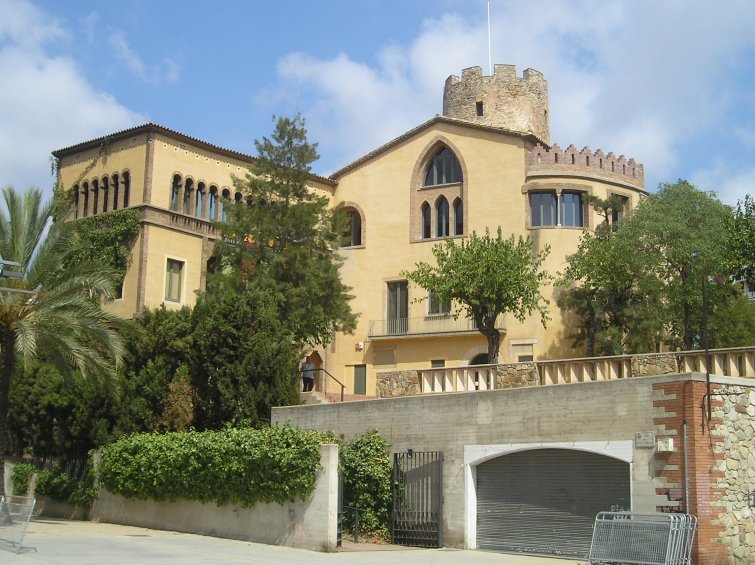
Torre Balldovina

De las colecciones que forman el fondo del Museo con referencia a la historia de Santa Coloma, hay que destacar los materiales ibéricos procedentes del poblado del Puig Castellar y del asentamiento de Can Calvet, así como los materiales medievales de los yacimientos Molí d'en Ribé y del Mas Fonollar, además de los objetos que son testimonio de la vida agrícola de la Santa Coloma rural.

#### Singularidad
La Torre Balldovina es el único edificio románico del Barcelonés Norte que se ha mantenido íntegro hasta nuestros días.
Durante el siglo XV todo el país se vio asolado por catástrofes naturales (epidemias, terremotos…), incursiones de la piratería turca y guerras interiores, que trastornaron también la vida pacífica de los campesinos colomenses y les obligó a satisfacer gravosos impuestos. Durante la guerra civil de 1462-1472 que enfrentó el rey Juan II con la Generalidad, hubo cerca de la Torre Balldovina una batalla importante (26 de noviembre de 1471). Según la crónica, el príncipe Fernando, hijo de Juan II, tenía presos en la torre treinta caballeros. Para liberarlos, la Generalidad envió 150 caballeros con 4000 hombres de pie, los cuales fueron derrotados severamente, preludio de la capitulación definitiva que, un año después, puso fin a la guerra.

### Puente del Besós
En 1913, se comienza a construir el puente sobre el Besós, crucial para la comunicación con Barcelona por San Andrés, y la nueva iglesia de Santa Coloma. La población siguió aumentando durante la primera mitad del siglo XX, y se llegó a los 15 281 habitantes el 1950, que diez años después se duplicaron. Durante las décadas de los años sesenta y setenta el proceso inmigratorio adquiere proporciones explosivas y el censo pasa de los 32 000 a los 140 000 habitantes en solo veinte años, la mayoría procedentes de Andalucía y de Extremadura. Este fenómeno provoca la aparición de los nuevos barrios repartidos por todo el municipio, caracterizados por un urbanismo caótico, fruto de la especulación y la improvisación. Cuando llega la democracia, se inicia un periodo de enderezamiento y transformación que ha dotado la ciudad de todo tipo de servicios y ha mejorado extraordinariamente las comunicaciones, sobre todo con la construcción de nuevos puentes sobre el Besós y la llegada del Metro.

### Ermita de San Clemente
Está situada en la loma de las Ermitas, en la cima de una colina, en el límite con el término de Moncada y Reixach. Se puede acceder por un camino del Puig Castellar.
Tiene planta rectangular, con cabecera semicircular, cubierta con bóveda de cañón revestida exteriormente de azulejos. La puerta es rectangular, con dintel de madera. Preside la fachada un campanario de espadaña hecho con ladrillos.

### Ermita de San Onofre
La ermita de San Onofre, en la Cordillera Litoral dentro del término de Santa Coloma de Gramanet, en la loma de las Ermitas. Se puede llegar por el camino que sale del Coll de Vallensana o lo que pasa por el Coll de Puig Castellar, desde Santa Coloma de Gramanet. Tiene planta rectangular, ábside recto y cubierta con tejado a dos aguas. El portal es adovelado, de punto redondo. Hay una ventana de medio punto adornada en la fachada y otra más sencilla la cabecera.

## Economía
El sector terciario es el más presente en la ciudad con el 78,12 % de las licencias municipales, la gran mayoría dentro del sector del comercio y la restauración. Santa Coloma posee un gran tejido comercial de más de 1000 comercios.

## Demografía
Santa Coloma de Gramanet cuenta con una población de 121 203 habitantes (INE 2024).
| Gráfica de evolución demográfica de Santa Coloma de Gramanet entre 1842 y 2021 |
| |
| Población de derecho según los censos de población del INE Población de hecho según los censos de población del INEEn estos censos se denominaba Santa Coloma de Gramanet: 1842, 1857, 1860, 1877, 1887, 1897, 1900, 1910, 1920, 1930, 1940, 1950, 1960, 1970 y 1981 |

## Administración y política

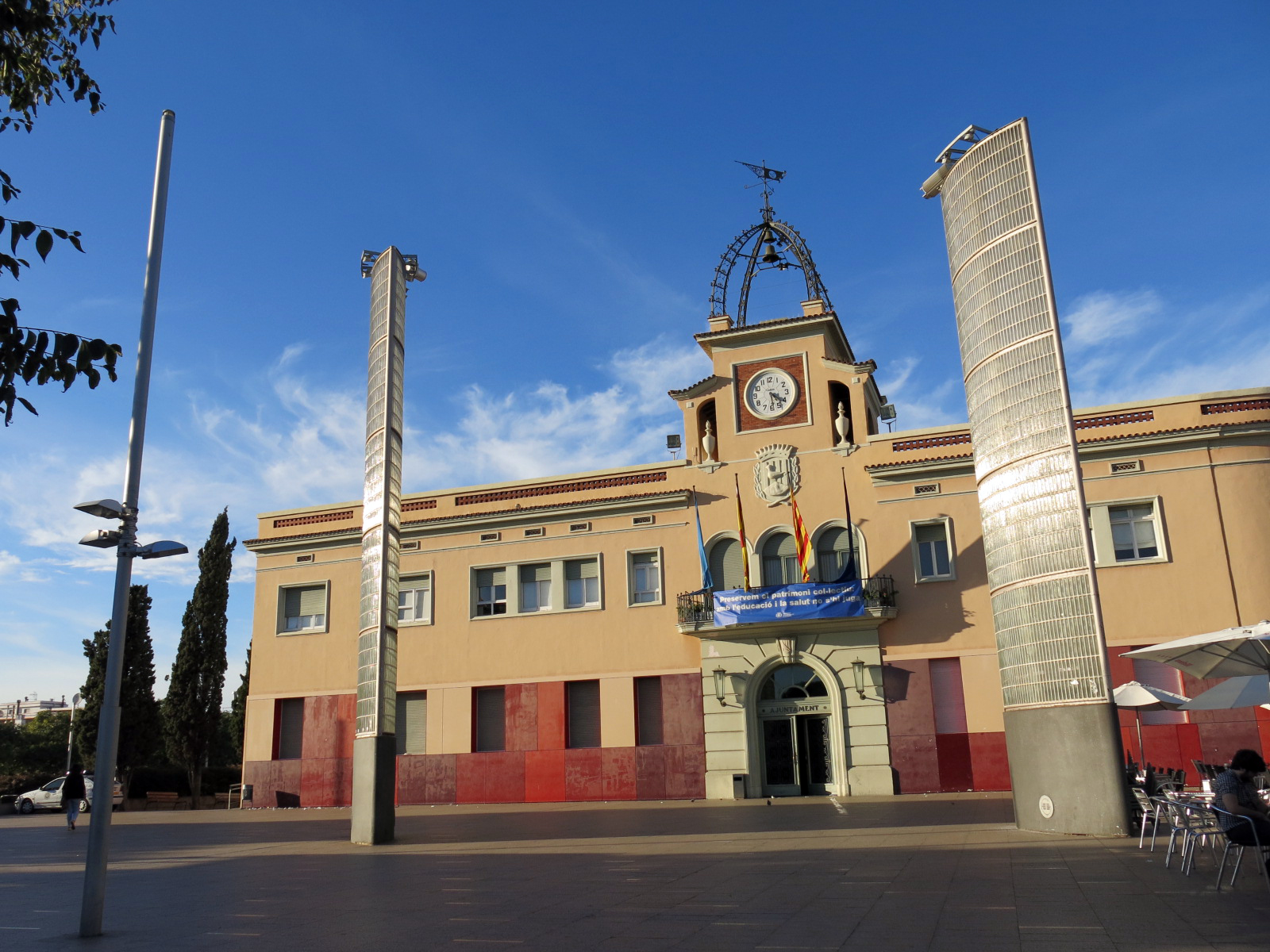
Ayuntamiento de Santa Coloma

### Gobierno municipal
| Periodo   | Nombre                 | Partido | Partido                                        |
| --------- | ---------------------- | ------- | ---------------------------------------------- |
| 1979-1987 | Luis Hernández Alcácer |         | Partit Socialista Unificat de Catalunya (PSUC) |
| 1987-1991 | Luis Hernández Alcácer |         | Iniciativa per Catalunya Verds (ICV)           |
| 1991-2002 | Manuela de Madre       |         | Partit dels Socialistes de Catalunya (PSC)     |
| 2002-2009 | Bartomeu Muñoz         |         | Partit dels Socialistes de Catalunya (PSC)     |
| 2009-2024 | Núria Parlón           |         | Partit dels Socialistes de Catalunya (PSC)     |
| 2024-act. | Mireia González        |         | Partit dels Socialistes de Catalunya (PSC)     |

| Partido político                                                 | 2023  | 2023   | 2023       | 2019  | 2019   | 2019       | 2015  | 2015   | 2015       | 2011  | 2011   | 2011       | 2007  | 2007   | 2007       |
| Partido político                                                 | %     | Votos  | Concejales | %     | Votos  | Concejales | %     | Votos  | Concejales | %     | Votos  | Concejales | %     | Votos  | Concejales |
| Partit dels Socialistes de Catalunya (PSC)                       | 51,34 | 20 250 | 17         | 50,94 | 22 913 | 17         | 40,65 | 17 247 | 14         | 39,17 | 15 183 | 12         | 53,83 | 20 260 | 17         |
| Esquerra Republicana de Catalunya (ERC)                          | 14,90 | 5880   | 4          | 9,91  | 4460   | 3          | 4,78  | 2030   | 0          | 1,55  | 602    | 0          | 3,59  | 1351   | 0          |
| Ciutadans (CS)                                                   | 7,59  | 2997   | 2          | 14,11 | 6349   | 4          | 11,49 | 4876   | 3          | 1,99  | 771    | 0          | 3,88  | 1461   | 0          |
| Partit Popular de Catalunya (PP)                                 | 6,74  | 2661   | 2          | 4,26  | 1918   | 0          | 7,76  | 3293   | 2          | 17,19 | 6661   | 5          | 12,33 | 4641   | 4          |
| Vox                                                              | 6,62  | 2612   | 2          | 1,93  | 871    | 0          | —     | —      | —          | —     | —      | —          | —     | —      | —          |
| En Comú Podem (ECP)-Iniciativa per Catalunya Verds (ICV)         | 4,84  | 1910   | 0          | 10,83 | 4871   | 3          | 7,85  | 3331   | 2          | 11,94 | 4627   | 3          | 12,15 | 4575   | 4          |
| Candidatura d'Unitat Popular (CUP)-Som Gramenet-Gent de Gramenet | 2,61  | 1030   | 0          | 4,98  | 2242   | 0          | 18,56 | 7872   | 6          | 6,64  | 2575   | 2          | 4,98  | 1876   | 0          |
| Junts per Catalunya (JxC)-Convergència i Unió (CiU)              | 1,26  | 500    | 0          | 2,08  | 939    | 0          | 3,62  | 1536   | 0          | 6,58  | 2550   | 2          | 6,14  | 2312   | 2          |
| Plataforma per Catalunya (PxC)                                   | —     | —      | —          | —     | —      | —          | 3,41  | 1445   | 0          | 9,08  | 3519   | 3          | —     | —      | —          |

### Organización territorial
La ciudad se divide en seis distritos y estos a su vez se dividen en un total de 17 barrios.
| Distrito 1 - Centro - Can Mariner | Distrito 2 - Cementerio Viejo - Latino - Riera Alta | Distrito 3 - Can Franquesa - Can Calvet - La Guinardera - Las Oliveras - Singuerlín - Serra de Marina |

| Distrito 4 - Río Norte - Río Sur | Distrito 5 - Lavaderos - Raval - Santa Rosa | Distrito 6 - Fondo |

### Operación Pretoria
El 27 de octubre de 2009 detienen al alcalde de la localidad, Bartomeu Muñoz según el auto del juez Garzón por los siguientes presuntos delitos: 1, un posible delito de Asociación ilícita del artículo 515 del Código Penal; 2) de un delito de cohecho del artículo 420 del Código Penal; 3) de un delito de fraude de subvenciones del art. 308 en relación con el art. 309, ambos del Código Penal; 4) de dos delitos de fraude y exacciones ilegales del art. 436 del Código Penal; 5) de un delito de falsedad en documento oficial y mercantil de los artículos 390 y 392 del Código Penal.
Junto con el concejal de urbanismo Manuel Dobarco acusado por los siguientes presuntos delitos: 1) un posible delito de Asociación ilícita del artículo 515.1 del Código Penal; 2) de un delito de fraude de subvenciones del art. 308 en relación con el art. 309, ambos del Código Penal; 3) de dos delitos de fraude y exacciones ilegales del art. 436 del Código Penal; 4) de un delito de falsedad en documento oficial y mercantil de los artículos 390 y 392 del Código Penal.
También es detenido Pascual Vela Las Cuevas, acusado de los siguientes presuntos delitos: 1) de dos delitos de fraude y exacciones ilegales del art. 436 del Código Penal 2) un delito de encubrimiento del artículo 451 del Código Penal.
En el marco de la Operación Pretoria. El daño causado a las arcas públicas en Santa Coloma asciende a 18 377 000 euros.

## Cultura

### Fiestas
Santa Coloma de Gramanet tiene dos fiestas mayores:
- La Fiesta Mayor de verano se celebra a principios de septiembre. Esta fiesta surgió en el siglo XIX cuando Santa Coloma de Gramanet se convirtió en sitio de veraneo.
- La Fiesta Mayor de invierno se celebra en época de Navidad, el 31 de diciembre es el día central de la festividad. Es una festividad centrada en la patrona, Santa Coloma.

Asimismo, la mayoría de barrios de la ciudad realizan sus propias fiestas mayores.
Otras fiestas populares
Son aquellas que están organizadas por el pueblo con la colaboración económica del consistorio colomense o que sencillamente se dan en la ciudad.
Enero
- Reyes

Febrero
- Carnaval

Marzo
- Día de la Mujer

Abril
- Pregón y procesiones de Semana Santa (depende del año cambia de mes)
- Sant Jordi (día de San Jorge)
- Día de la Tierra

Mayo
- Boas festas Galegas
- Fiesta Íbera (dependiendo del año cambia de mes)
- Romería de María Santísima de la Sierra (dependiendo del año cambia de mes)
- Feria de San Ponce
- Aplec de la Sardana

Junio
- Romería del Rocío hasta Moncada y Reixach.
- Llegada de la Llama del Canigó
- Día Mundial del Medio Ambiente

Septiembre
- Diada Nacional de Cataluña

Octubre
- Día del Pilar (que organiza la Casa de Aragón)
- Día de la Hispanidad (Organizado por la Casa Regional Extremeña)
- Semana Cultural Extremeña
- Guerra del Francés (dependiendo del año cambia de mes)

Noviembre
- Premios Ciudad de Santa Coloma
- Premios Climent Mur
- Feria de Teatro Integrador

Diciembre
- Feria del Árbol

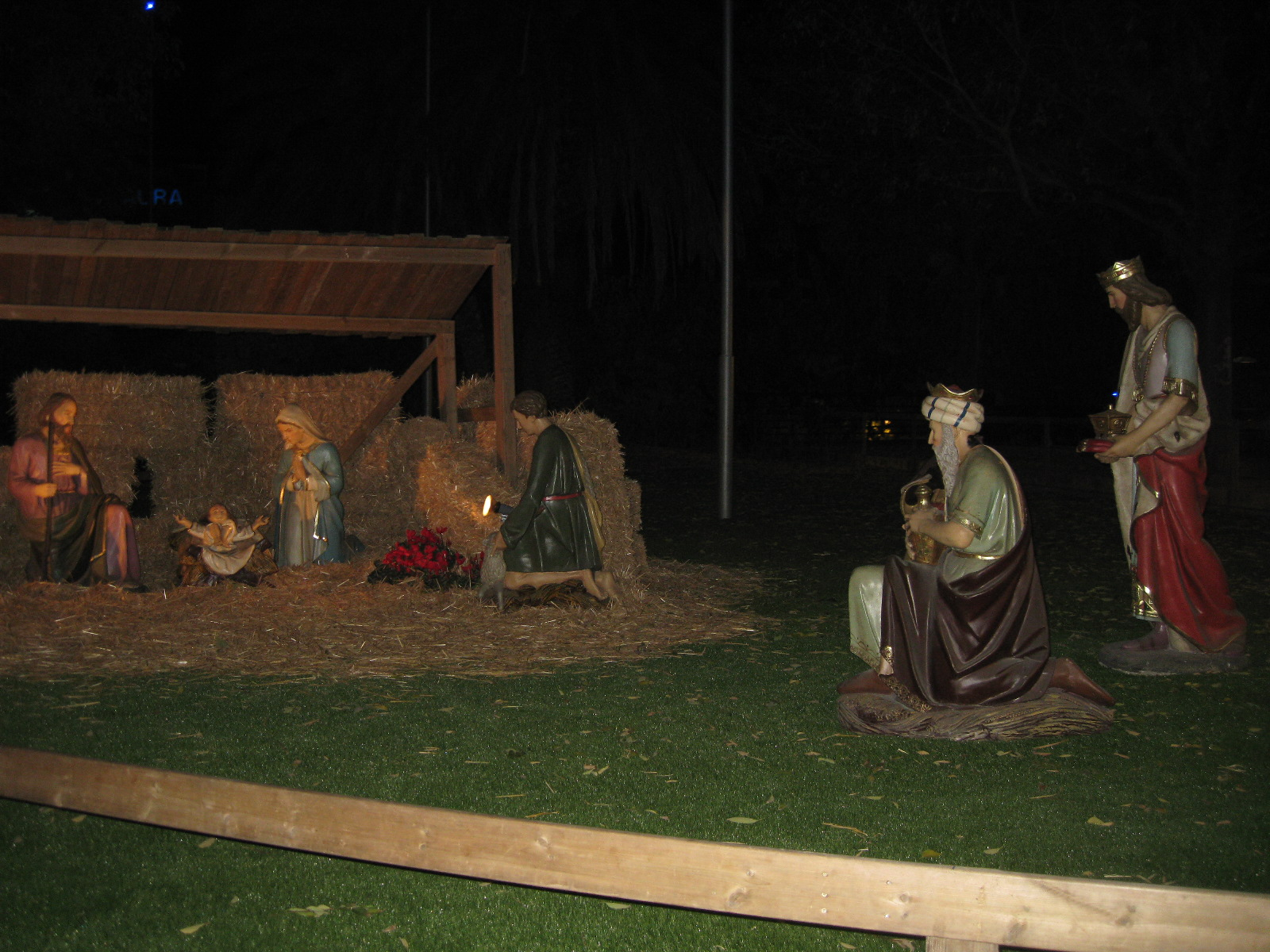
Pesebre que se expone cada año en la plaza de la Villa

- Muestra de belenes, canto de villancicos

### Procesiones religiosas
- En octubre es la procesión de Nuestra Señora María Santísima del Pilar, organizada por la Casa de Aragón la Virgen del Pilar sale de la Casa de Aragón dirección a la iglesia mayor donde se celebra la Misa Baturra sobre las 13:00 en su honor. Durante la procesión por las calles se oyen los sonidos de las bandurrias, guitarras y castañuelas acompañados de las voces de todos nuestros socios al son de las jotas. Concluida la Misa se hace una ofrenda Floral a Nuestra Señora del Pilar y a Nuestra Patrona Santa Coloma Mártir. Es una procesión de gran asistencia ya sea por socios, amigos o curiosos. Le acompaña musicalmente la Banda de Bombos y Tambores de la Casa de Aragón.
- Procesión de María Santísima de Guadalupe organizada por la Casa Regional Extremeña en Santa Coloma de Gramanet. Esta procesión se organiza el día 12 de octubre, día de la Hispanidad, ya que la Virgen de Guadalupe es la patrona. La Virgen de Guadalupe sale de la entidad que está situada en la calle San Ignacio,34. El horario de salida es alrededor de las 11:30 o 12. Esta procesión pasa por diversas calles de la ciudad hasta llegar a la iglesia mayor donde se realiza una misa típica extremeña, con sus cantes y sus instrumentos típicos de la tierra, los cuales los toca y canta el coro de la entidad llamado el Miajón de los Castúos. La talla de Nuestra Señora María Santísima de Guadalupe es una talla pequeña pero con gran fervor entre los socios y paisanos que vienen de muchas partes de Cataluña a esta misa.
- Procesión del Corpus Christi se hace el domingo seguido del Día del Corpus Christi, las calles se adornan con alfombras florales, mientras repican campanas abriendo paso al Cuerpo del Santísimo entre la gente. Sale de la Parroquia de San Juan Bautista del barrio del Fondo sobre las 18:45 de la tarde acompañada de mujeres vestidas de mantilla blanca y con cirios y se finaliza sobre las 20:30 0 21:00 antes de acabar la procesión, se sueltan palomas blancas. Es la procesión del Corpus más larga de toda la provincia de Barcelona.
- Procesión de la Pura y Limpia Concepción de María, sale en vísperas del día 8 de diciembre de la parroquia de San Juan Bautista del Fondo, acompañada de los rezos y cantos todo el barrio y ciudad, va acompañada de marchas procesionales interpretadas por una banda musical, a la salida y a la entrada se le toca el Himno Nacional.

### Semana Santa
Vísperas

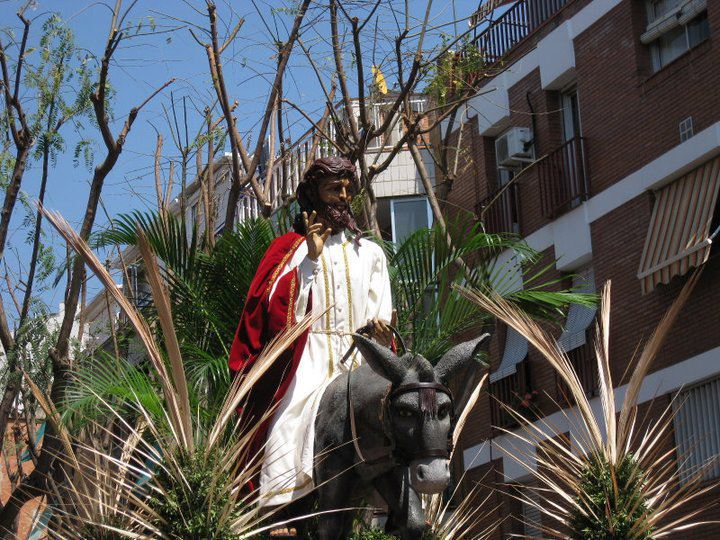
Nuestro Padre Jesús en su Entrada Triunfal en Jerusalén el Domingo de Ramos en Santa Coloma de Gramanet

- El viernes anterior al Viernes de Dolores, empiezan los Triduos en la iglesia Mayor.
- El viernes se celebra el primer día del triduo, empieza a las 20:30 de la tarde, el sábado a las 20:00 el segundo día y el domingo a las 20:00 finalizando con el besapiés al Santísimo Cristo de la VeraCruz el tercer día.

Sábado de Pasión
- Se celebra el pregón de Semana Santa, en la iglesia Mayor.

Domingo de Ramos
- Sale a la calle la procesión de Nuestro Padre Jesús en su Sagrada Entrada Triunfal en Jerusalén a Lomos de una Pollina a las 11:30, seguida de la Bendición de Palmas y Palmones en la puerta de la iglesia Mayor. La procesión continúa hasta la plaza del Reloj (barrio del Fondo) donde otra vez se bendecirán palmas y palmones, pero esta vez a cargo del párroco de la parroquia de San Juan Bautista. La procesión acaba a las 15:00.
- Nazarenos: la procesión va acompañada de nazarenos vestidos con túnica blanca, botones rojos, cinturón rojo, antifaz blanco, capa roja y palmón.

Jueves Santo

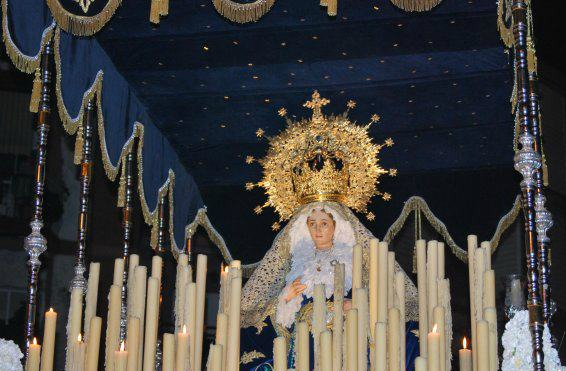
Mª Stmª de los Dolores en la Noche-Madruga' del Jueves Santo

- La procesión del Santísimo Cristo de la Vera Cruz, María Santísima de la Piedad y María Santísima de los Dolores. Salida de la Cruz de Guía a las 22:00 de la iglesia Mayor.
- Centuria Romana (Armaos).
- Mantillas: acompañan a la procesión vestidas de negro con: una Peineta, tacones negros, vestido por debajo de las rodillas, mantilla larga (más larga que el vestido), medias negras, broche, medallón de la cofradía y vela.
- Nazarenos del Cristo: la procesión va acompañada de nazarenos vestidos con túnica negra, botones rojos, cinturón rojo, antifaz negro, capa roja y cirio.
- Nazarenos de Nuestra Señora: la procesión va acompañada de nazarenos vestidos con túnica blanca, botones azul claro, cinturón azul claro, antifaz blanco, capa azul claro y cirio.

Viernes Santo
- El Viernes Santo a las 7:00 de mañana se lleva a cabo el Oficio de Tinieblas y el Vía Crucis por el barrio, mientras que por la tarde se realiza la acción litúrgica de la Pasión del Señor. Los actos prosiguen el sábado con la vigilia procesional para terminar el Domingo de Resurrección con la procesión del Encuentro y la Misa Solemne de Gloria.

Domingo de Resurrección
La procesión del Encuentro suele salir a las 11:00 de su parroquia (San Juan Bautista) en el barrio del Fondo. La salida es acompañada por las notas del Himno Español. Nuestra Señora sale vestida de luto y baja por la calle Massanet y Nuestro Señor sube la misma calle hasta la plaza del Reloj, donde después de que Nuestra Señora haga reverencias al Cristo, estos se encuentran y la Virgen pierde el luto, se sueltan palomas y la banda toca el Himno de España. El Encuentro del Santísimo Cristo Resucitado y su Santísima Madre es en la plaza del Reloj en el mismo barrio a las 12:00.

### Romerías

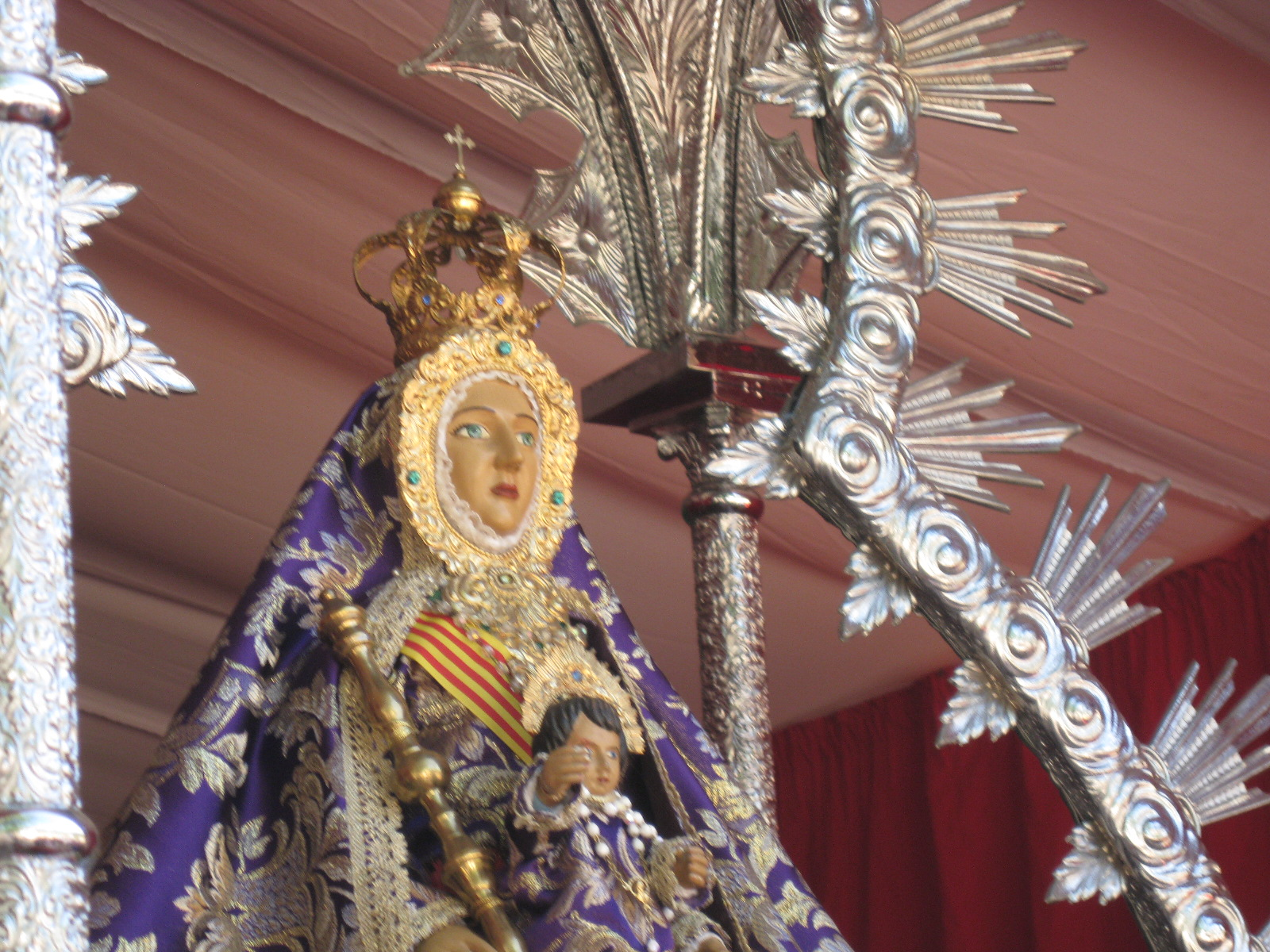
Virgen de la Sierra Patrona de Cabra Córdoba

Romería de María Santísima de la Sierra
Los actos de la romería comienzan el viernes por la noche en la cena de socio distinguido. El sábado por la mañana, la Agrupación Musical N.ª S.ª de la Sierra realiza un pasacalles por la ciudad. También un festival de bandas. El sábado, a las 19:00, tiene lugar la ofrenda floral a N.ª S.ª, la Virgen de la Sierra, en la iglesia Mayor.

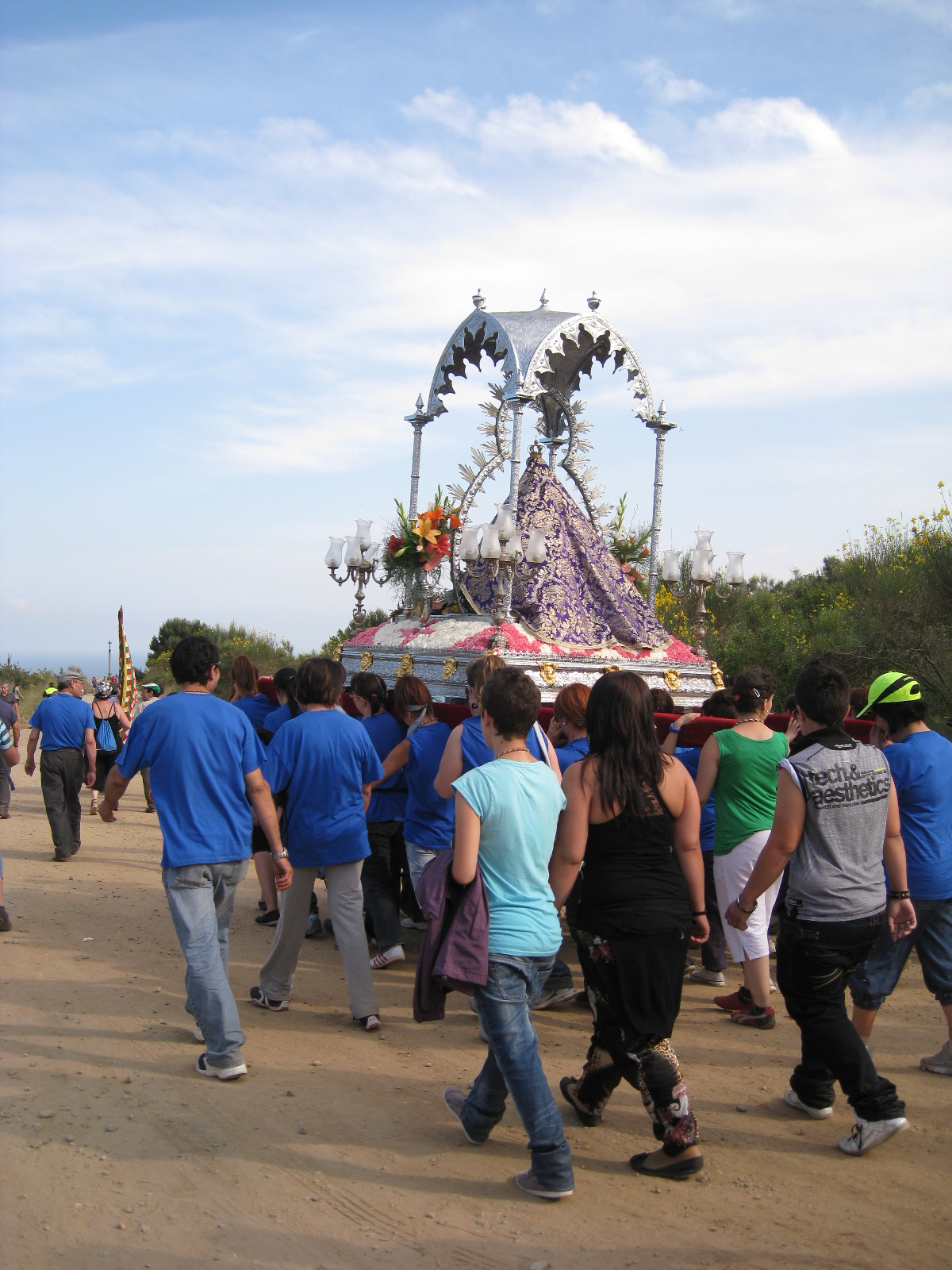
Romería de la Virgen de la Sierra Patrona de Cabra Córdoba

A las 21:00 se presenta a la madrina de la romería y a continuación se pronuncia el Pregón de la Romería. El domingo por la mañana, a las 7:30, la A.M. N.ª S.ª de la Sierra despierta a la ciudad con la Diana Floreada. A las 8:15 se realiza una plegaria en la iglesia Mayor ante los pies de Nuestra Señora. A las 8:30, justo cuando la agrupación musical toque su última diana frente las puertas de la iglesia, saldrá la imagen de María Santísima de la Sierra en dirección a San Jerónimo. A las 11:00 tiene prevista su llegada al castillo de Ca l'Alemany, donde se le canta una salve. La llegada a San Jerónimo suele estar prevista a las 12:00. A continuación se realiza la misa de romeros antada por el coro romero de la Colonia Egabrense. Sigue la jornada el festival de sevillanas.
El regreso a la ciudad comienza a las 18:00, con la despedida en San Jerónimo, y llegando a la ciudad sobre las 20:30, que es cuando la A.M. Nuestra Señora de la Sierra reciba a la comitiva, para seguir en procesión hasta la iglesia Mayor. A su paso por los arcos de la calle Nápoles, la A.M Nuestra Señora de la Sierra toca la Marcha Real, mientras los costaleros la van bailando. A continuación se canta las coplas en honor a la patrona, el Himno de Andalucía y Els Segadors. A la llegada a la iglesia Mayor sobre las 23:30 o 00:00 se realiza un castillo de fuegos artificiales, como broche final de la romería.
Romería del Rocío hasta Moncada y Reixach
Se arreglan las carretas con telas y flores. Cuando hacia las 17 se ponen de camino hacia la iglesia Mayor para asistir a la misa de romeros que se celebran junto todas las hermandades rocieras y devotos de Santa Coloma. Una vez acabada la misa de romeros, comienza el camino hacia la Aldea del Rocío. Se camina por las calles de la ciudad (el recorrido puede variar): plaza de Pío XII, calle de Rafael Casanovas, calle de Irlanda, calle de Mossèn Cinto Verdaguer, avenida de la Generalidad y el paseo de Lorenzo Serra, hasta llegar a Can Zam, donde se hace la primera parada para descansar un poco y aprovechar para cenar. A las 21:00 h las hermandades empiezan a caminar por el río (paralelo a la Carretera de la Roca), donde irán haciendo las paradas necesarias hasta llegar a las choperas donde pernoctan varias hermandades.

### Deportes
Santa Coloma es conocida por su alto nivel en el fútbol sala. El Industrias Santa Coloma es el principal club de la ciudad, participa en la máxima división del país, la División de Honor de la LNFS. Además de su equipo profesional, el club tiene uno de los mejores planteles de España.
También cabe destacar la Unión Deportiva Atlético Gramenet que ha llevado el nombre de la ciudad desde los años 50 en el terreno del fútbol.
El baloncesto también es un deporte con fuerza tradición. El momento álgido de este deporte en la ciudad fue en los años 80, cuando el equipo conocido como Licor 43 Santa Coloma participó en la liga ACB.
Asimismo, Santa Coloma ha sido la sede de diversas actividades relacionadas con el Jorkyball. También cabe destacar al CE Puig Castellar o el Santa Coloma Rugby Club en rugby o el Gramenet Hockey Patines en hockey patines.

### Ciudades hermanadas
- Kilmarnock, Reino Unido[11]
- Huelma, España
- Cogoleto, Italia
- Cabra, España
- Alès, Francia
- Telavi, Georgia
- Móstoles, España

Además, participa en la Red Columba, hermanamiento multilateral con las Santas Colomas.

#### Hermanamientos de cooperación
- Villa El Salvador, Perú
- Habana del Este, Cuba
- Edchera, República Árabe Saharahui Democrática
- Jalapa, Nicaragua